# Mousquetaire
Pour les articles homonymes, voir Mousquetaire (homonymie).

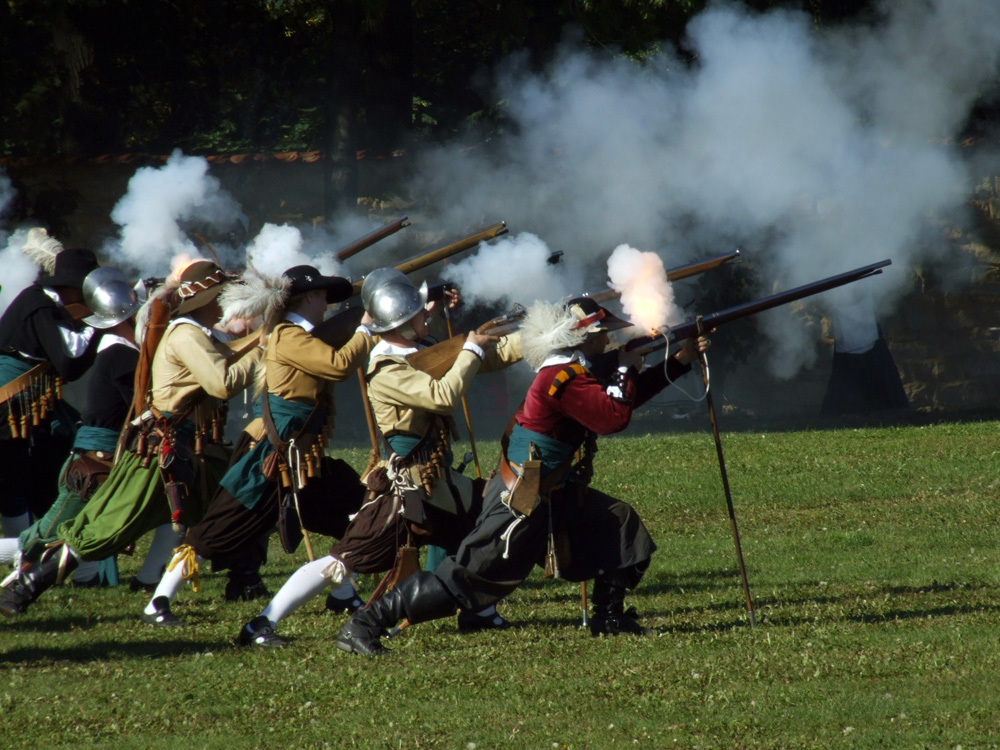
Mousquetaires faisant feu, reconstitution historique de la bataille de la Montagne-Blanche, en République tchèque.

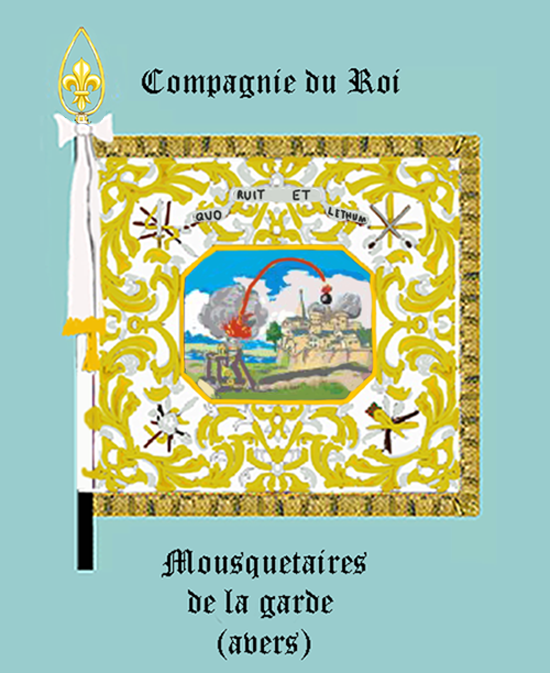
Étendard de la Compagnie des Mousquetaires du Roi

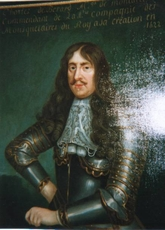
Charles de Bérard, marquis de Montalet, baron d'Alais, premier commandant de la Compagnie à sa création en 1622.

Le mousquetaire est un militaire armé d'un mousquet. Des corps d'armée de ce type ont existé dans plusieurs pays, mais le plus célèbre a été formé par les mousquetaires français, qui ont existé principalement aux XVIIe et XVIIIe siècles. Dans les arts, les mousquetaires ont été rendus célèbres au XIXe siècle par plusieurs œuvres littéraires, dont le roman Les Trois Mousquetaires d'Alexandre Dumas et la pièce de théâtre Cyrano de Bergerac d'Edmond Rostand, qui s'inspirent librement des vies respectives de l'homme de guerre d'Artagnan et de l'écrivain libertin Savinien de Cyrano de Bergerac. Ces œuvres ont elles-mêmes alimenté le genre du roman de cape et d'épée, ensuite décliné sur d'autres supports.

## Les mousquetaires en France

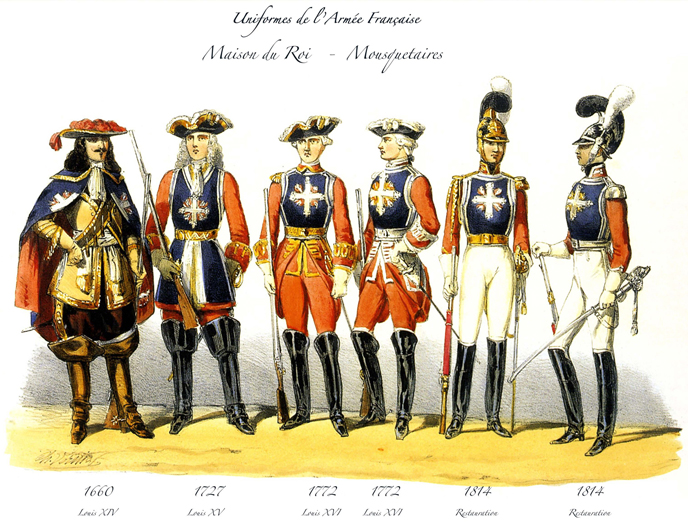
Uniformes des mousquetaires du roi, 1660-1814

### Les débuts du corps
Henri IV forme une unité de cavalerie légère, des gentilshommes natifs du sud-ouest, armés d'arquebuses : les carabins. Le corps des mousquetaires de la maison militaire du roi de France est créé en 1622 lorsque Louis XIII dote de mousquets, arme plus puissante que l'arquebuse, une compagnie de chevau-légers de la Garde. Ils ne combattent pas initialement à cheval, car le mousquet, trop long et lourd, 8 kg, doit être posé sur un piquet en métal appelé fourquine. Sous Louis XIV, le mousquet est raccourci et allégé, les mousquetaires pouvant désormais l'utiliser à cheval.
De 1622 à 1627, les mousquetaires dépendent du capitaine-lieutenant des chevau-légers. Le premier occupant du poste en 1622 est Charles de Bérard, marquis de Montalet (décédé en 1627, et non pas son père, Jean, marié en 1576 en Languedoc - erreur courante faite entre les deux générations.). Louis XIII le fait capitaine-lieutenant de la compagnie des mousquetaires, le titre de capitaine revenant au roi. Le commandement effectif est assuré par Jean-Armand du Peyrer, comte de Tréville. Ce corps est nommé d'abord Compagnie de Mousquetons du Roi, puis des Mousquetaires du roi.
Les candidats sont recrutés très jeunes, vers l'âge de 15 ans. En l'absence d'une école dédiée, les compagnies de mousquetaire organisent une formation militaire incluant la discipline et le combat mais aussi l’équitation, l’escrime et la danse.

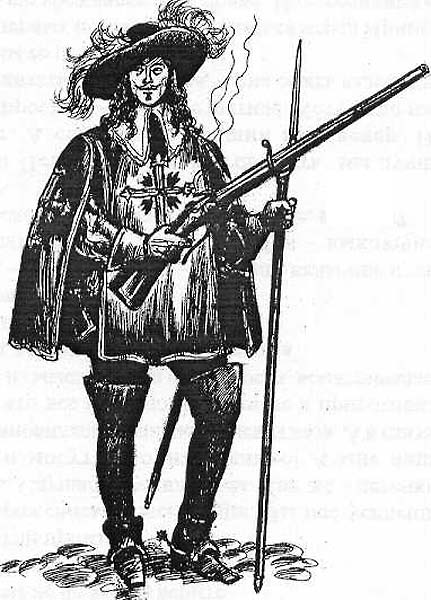
Tenue d'un mousquetaire du Roi.

Les mousquetaires sont recrutés uniquement parmi les gentilshommes ayant déjà servi dans les Gardes. L'accès aux mousquetaires, corps d'élite et de parade, proche du roi, représente une promotion. En quittant ses rangs, on est nommé enseigne ou lieutenant dans les Gardes ou officier dans les régiments. En l'absence d'école militaire, le passage sous les yeux du souverain permet de vérifier la compétence et la fidélité de chaque homme. Les mousquetaires sont d'abord des combattants à cheval, puis indifféremment à pied ou à cheval. Chaque compagnie utilise donc un porte-drapeau à pied et un porte-étendard à cheval. Ils forment la garde habituelle du roi à l'extérieur, la garde à l'intérieur des appartements royaux étant assurée par les gardes du corps et des gardes suisses[réf. nécessaire].

### Les mousquetaires du Cardinal
Richelieu étant menacé de mort, notamment par Gaston de France, Louis XIII lui ordonne de se créer des gardes personnels qui deviennent progressivement un corps de mousquetaires pour son service. Il préféra avoir sa propre garde aux couleurs de l'Église, c'est-à-dire le rouge. Les mousquetaires du roi dépendaient du capitaine des mousquetaires, alors que ceux du cardinal dépendaient de lui directement.

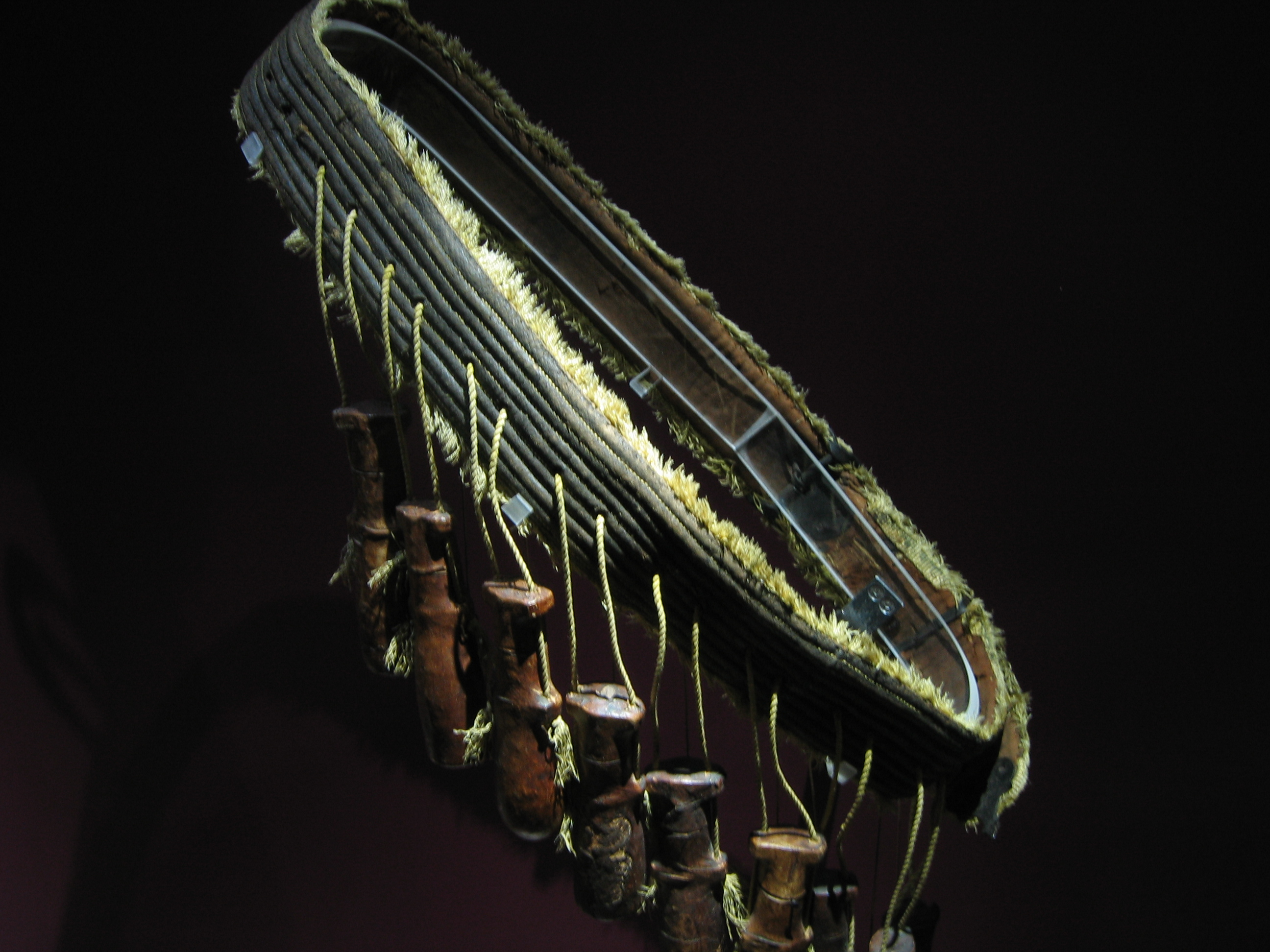
Bandoulière de mousquetaire d'où pendent à l'extrémité de lacets les charges, chaque étui contient la dose de poudre nécessaire pour armer et effectuer un tir.

### Le règne de LouisXIV
En 1646, Mazarin fait dissoudre la compagnie des mousquetaires du roi, sous prétexte qu'ils sont trop turbulents. Elle réapparaît[pourquoi ?] en 1657 avec un effectif de 150 hommes.
À la mort de Mazarin en 1661, la compagnie des mousquetaires du cardinal passe au service du roi. En 1664, elle est réorganisée sur le modèle de la première compagnie et reçoit le surnom de « mousquetaires gris » dû à la robe de leurs chevaux, alors que la deuxième compagnie créée en 1663 est appelée « mousquetaires noirs », ces derniers ayant des chevaux noirs. La devise des mousquetaires gris est « Quo ruit et letum » (« Où elle tombe [allusion à la bombe représentée sur leur drapeau], la mort aussi », « Où elle tombe la mort vient avec elle ») et celle des noirs « Alterius Jovis altera tela » (« Les autres traits d'un autre Jupiter »).
Chaque compagnie dispose d'un fourrier, d'un aumônier, d'un apothicaire, d'un sellier, d'un maréchal-ferrant, de six tambours et de quatre hautbois. Chaque mousquetaire doit se monter, s'habiller et s'équiper à ses frais. Le roi ne fournissait que le fusil et le mousquet, les pistolets et les épées devaient être achetés. Si au début les mousquetaires n'avaient pas d'uniforme (ils portaient pour se distinguer une casaque bleue ornée de 4 croix de velours blanc qui leur servaient de manteau, mais était peu pratique lors des combats), par la suite, une tenue est fixée. L'habit est rouge écarlate et brodé d'or avec des manches et un col satinés de blanc et de dentelle ainsi qu'un chapeau au panache blanc. Les bottes sont demi-fortes (ce qui les rend plus commodes que les grosses bottes de cavalerie qu'avaient les mousquetaires au début). Selon François Bluche, au début du XVIIIe siècle, un mousquetaire avait besoin de 1 000 livres pour s'équiper en temps de paix et de 2 000 livres en temps de guerre.
À la même époque, l'effectif des compagnies est doublé afin de satisfaire une demande de la noblesse. Depuis les réformes de Le Tellier, les nobles sont obligés de passer un certain temps dans la troupe avant d'accéder au grade d'officier. Nombre d'entre eux préfèrent effectuer ce service dans un corps des plus prestigieux, ne rassemblant que des nobles : « en principe ».
Parmi les mousquetaires devenus célèbres, on trouve aussi bien des militaires comme le maréchal de Montesquiou que des écrivains comme le duc de Saint-Simon.

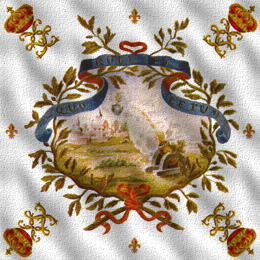
Drapeau de la 1re compagnie des mousquetaires du roi d'après Du Vivier[11] – 1715. On y lit la devise : « Quo ruit et letum » (« Où elle tombe [allusion à la bombe représentée], la mort aussi », « Où elle tombe la mort vient avec elle »).
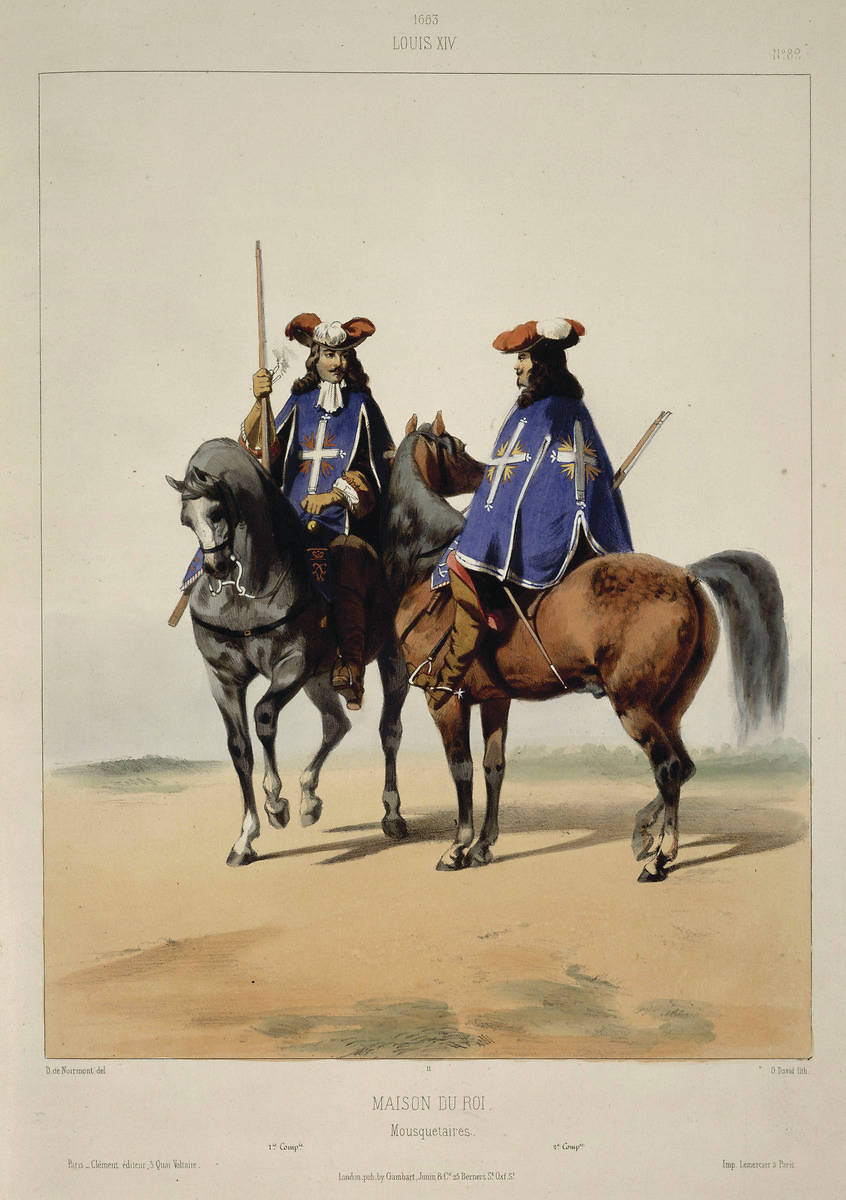
Mousquetaires du roi en 1660
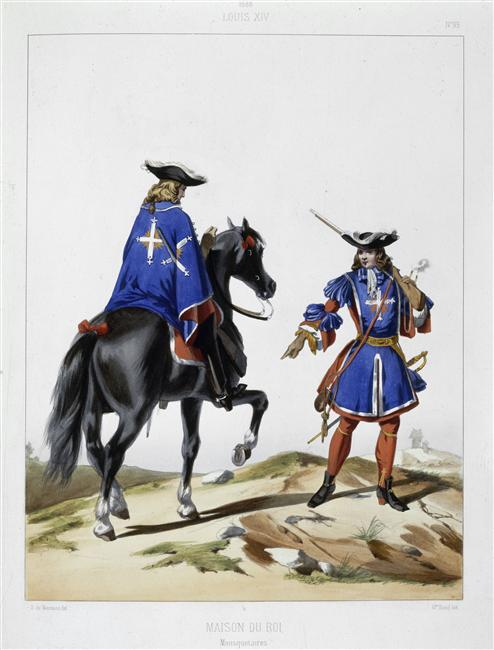
Mousquetaires de la Garde, fin du XVIIe siècle
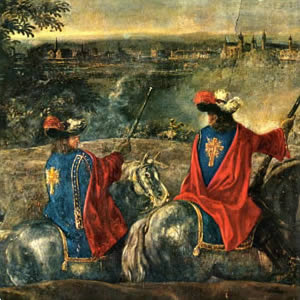
Mousquetaires Gris à la prise de Gand en 1678
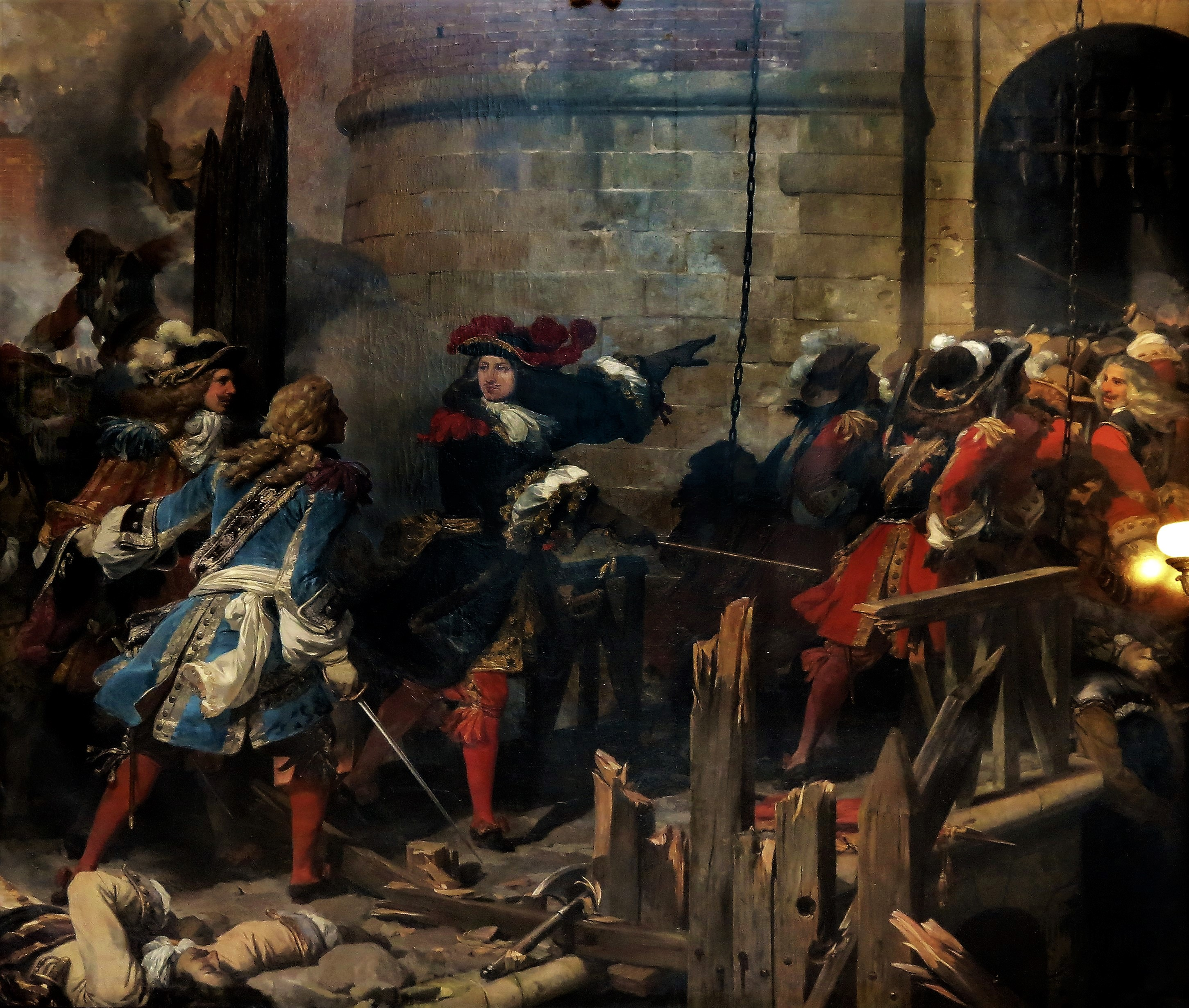
Les mousquetaires gris à l'assaut de Valenciennes. Jean Alaux, Valenciennes pris d'assaut en 1677 - 1837.

La première compagnie s'installe dans une caserne, rue du Bac. C'est la première caserne construite à Paris. Elle sera supprimée par Louis XVI en 1775. Vendus en 1834, les bâtiments les plus anciens seront détruits dont il reste quelques vestiges que l'on peut voir de la rue de Verneuil, de la rue de Beaune ou de la rue du Bac.
La seconde compagnie s'installe dans une seconde caserne à l'emplacement de l'hôpital des Quinze-Vingts.

### LeXVIIIesiècle
La couleur donnée aux compagnies de mousquetaires correspond à celle de la robe de leurs chevaux. La compagnie des Mousquetaires Noirs est plus recherchée que celle des Mousquetaires Gris.
Les compagnies de mousquetaires sont dissoutes, selon les sources, en 1775 par le comte de Saint-Germain, dans le cadre des réformes de l'armée, ou en 1776, par Louis XVI, pour des raisons d’économie.
Il est reformé en 1789 et dissous à nouveau en 1792, en même temps que l'ensemble de la Maison du roi.

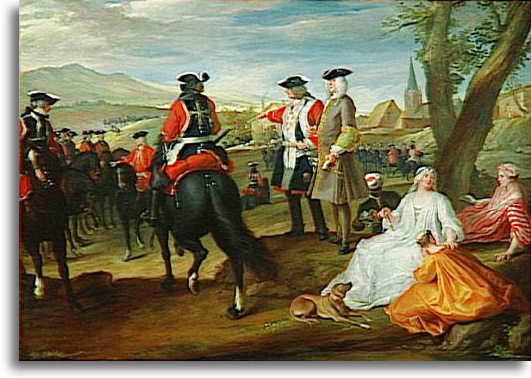
Robert Paul Ponce Antoine, Revue de Mousquetaires-Noirs dans la plaine des Sablons, 1729
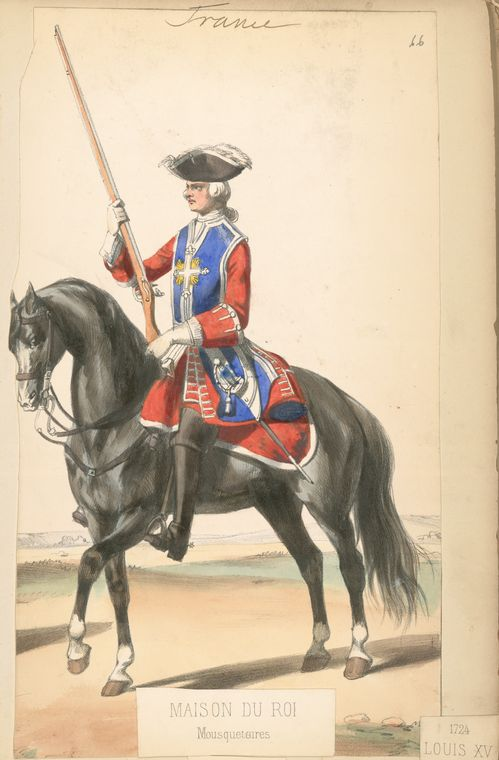
Mousquetaire du roi, 1724
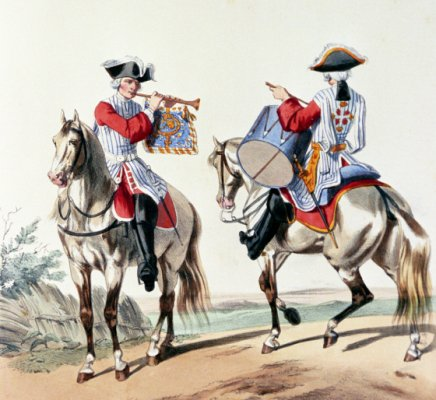
Musiciens-mousquetaires du roi en 1724, hautboïste de la 2e compagnie et tambour de la 1re compagnie.
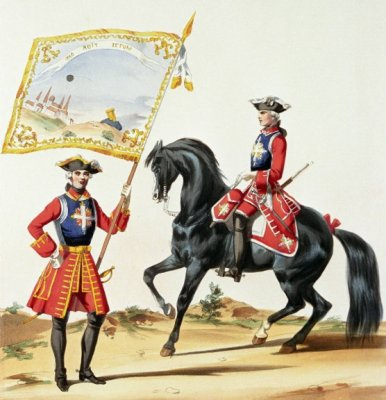
Mousquetaires Gris et Noir, 1745.
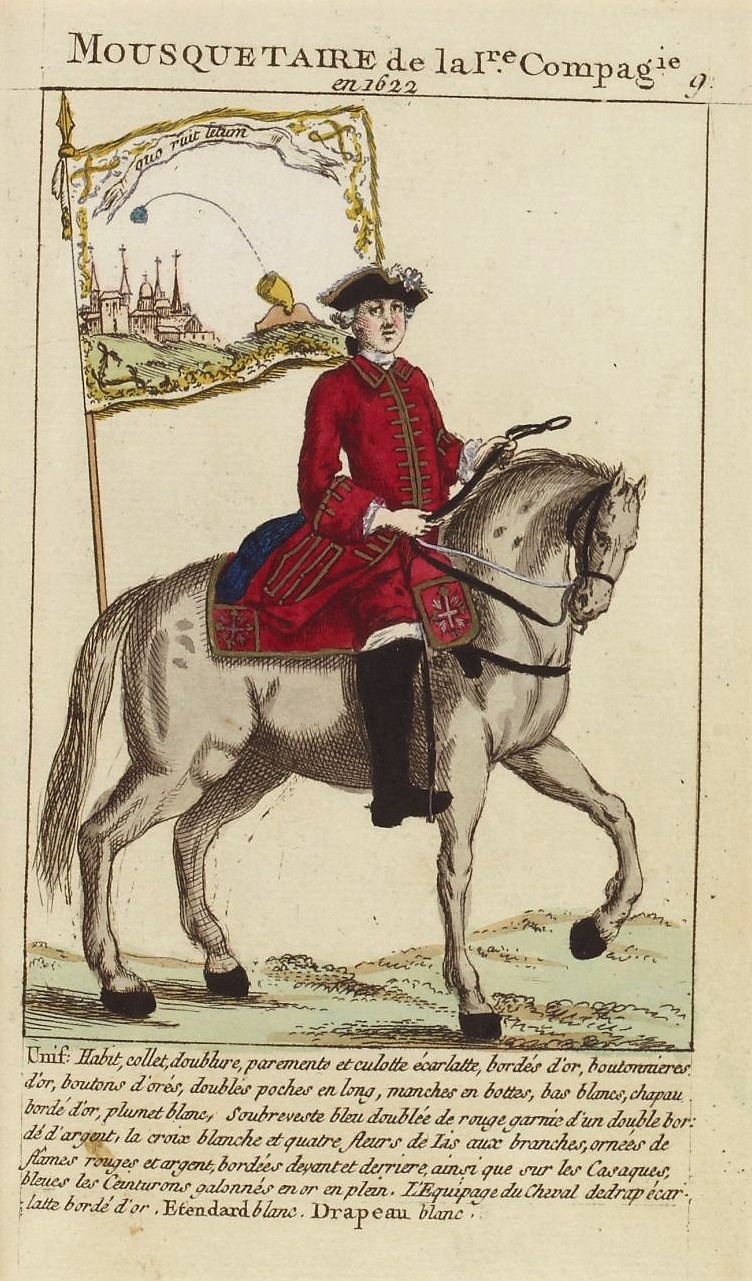
Mousquetaire de la garde du roi en 1772 par Littret de Montigny.

### LeXIXesiècle
Louis XVIII reconstitue le corps des mousquetaires le 6 juillet 1814, et les dissout définitivement le 1er janvier 1816.

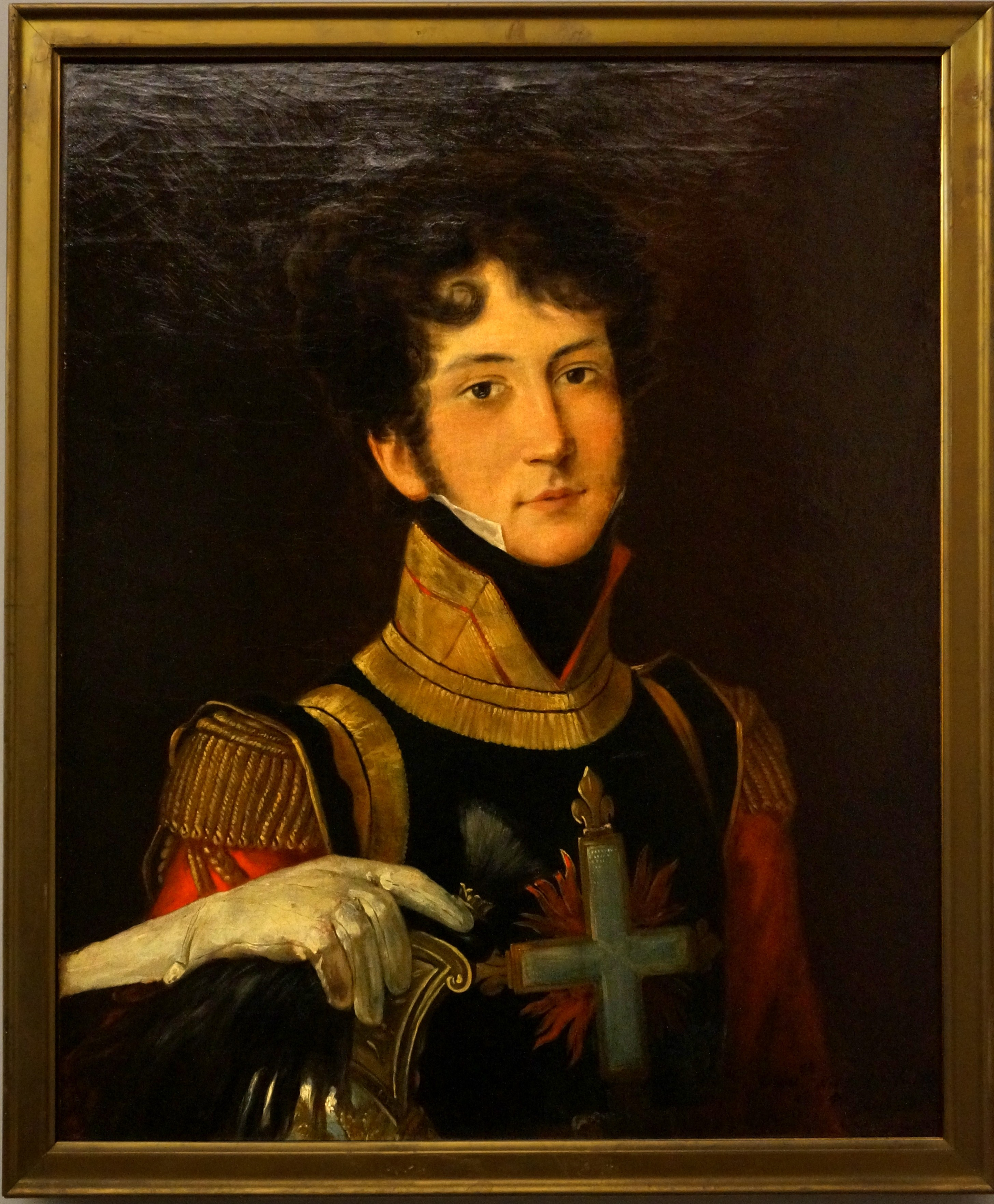
Portrait d'un mousquetaire du roi en 1815.
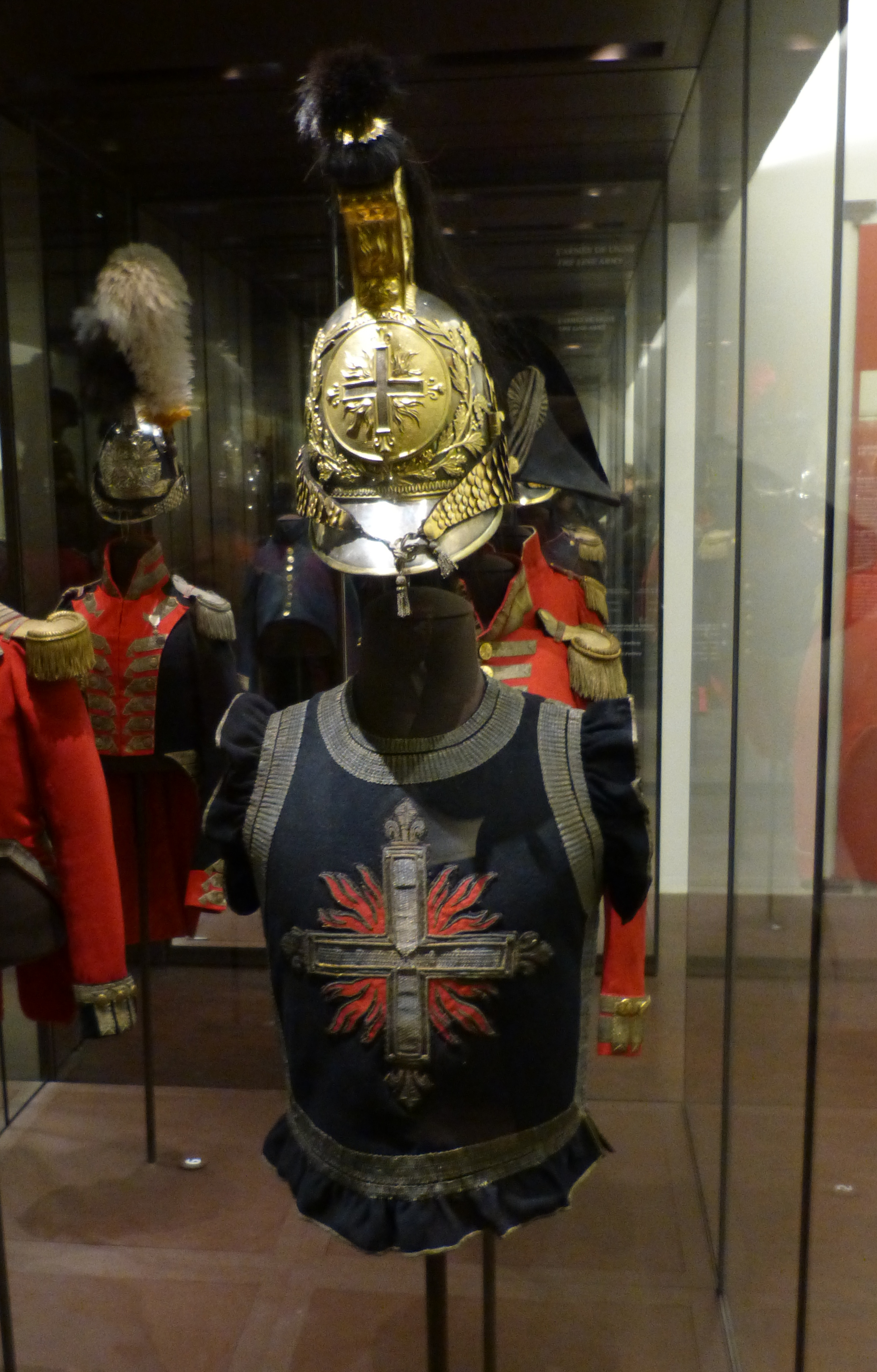
Uniforme de Mousquetaire gris, en 1814-1815 exposé au musée de l'armée.

## Les mousquetaires dans le monde

### Perse
En Perse, c'est sous la dynastie Séfévide, en particulier sous l'égide de Abbas Oskuizadeh Ier le Grand (1571-1629), qu'un groupe de 12 000 mousquetaires, les tofangtchis, est créé. Leur dirigeant, un gholam (soldat esclave), est l'un des six personnages les plus importants de l'Empire.

## Représentations dans les arts

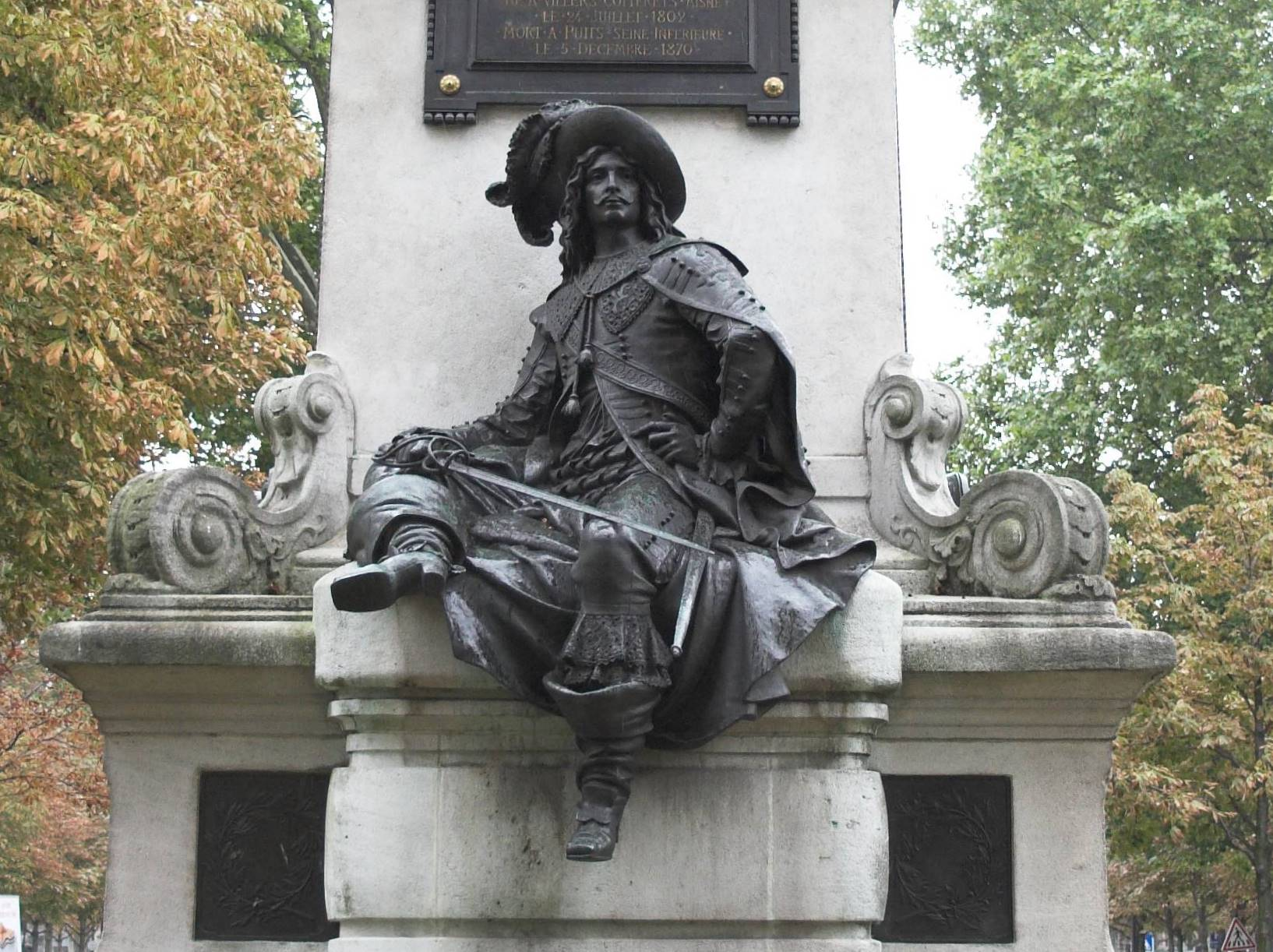
D'Artagnan, le plus célèbre des mousquetaires (statue de Gustave Doré située place du Général-Catroux, à Paris).

### Littérature

#### Les Trois Mousquetaireset le roman de cape et d'épée
Alexandre Dumas les a immortalisés dans la trilogie Les Trois Mousquetaires, Vingt ans après et Le Vicomte de Bragelonne, en s'inspirant de la devise des mousquetaires : Tous pour un, un pour tous.
Ce roman a rendu populaires les mousquetaires, mais ne doit en aucun cas être considéré comme une œuvre historique, tant les libertés prises avec l'histoire sont nombreuses. S'appuyant sur un ouvrage de Gatien de Courtilz de Sandras publié en 1700, Mémoires de Monsieur d'Artagnan ; dans ces mémoires apocryphes, l'auteur présente une vision très romanesque du règne de Louis XIII.

#### Romans de cape et d'épée
Les mousquetaires forment un type de personnage récurrent du genre romanesque populaire appelé le roman de cape et d'épée, qui s'inspire souvent des combats à l'escrime pratiqués au XVIIe siècle et aime à mettre en scène des mousquetaires parmi ses héros. Nourris d'une base historique, ces romans prennent souvent des libertés avec la réalité historique, de la même façon que Dumas. Ils peuvent intégrer des éléments de fantastique ou de merveilleux. Les Lames du cardinal, cycle romanesque de fantasy historique publié par Pierre Pevel entre 2007 et 2010, a pour personnages principaux des mousquetaires au service du cardinal de Richelieu, sur le même principe que les gardes du Cardinal historiques, mais dans un univers alternatif où la magie et les dragons existent et où le siège de la Rochelle en 1627-1628 a échoué.

#### La Semaine sainte
Louis Aragon dans La Semaine sainte, paru en 1958, met en scène des mousquetaires gris, dont le peintre Théodore Géricault, lors de la fuite de Louis XVIII au début des Cent-Jours.

### Iconographie
Le peintre Pablo Picasso a peint plusieurs tableaux représentant des mousquetaires : Femme nue et mousquetaire (1967), Mousquetaire assis (1967), Mousquetaire et amour (1969), Tête de mousquetaire (1971) ou encore Mousquetaire aux oiseaux (1972).

### Sculpture
Gustave Doré a sculpté une statue représentant D'Artagnan, située sur la place du Général-Catroux, à Paris.

### Cinéma
Le genre cinématographique du film de cape et d'épée met régulièrement en scène des mousquetaires, souvent par l'intermédiaire d'adaptations plus ou moins fidèles de romans de cape et d'épée, en premier lieu Les Trois Mousquetaires d'Alexandre Dumas et ses suites. Le cinéma invente des suites aux aventures des mousquetaires dumasiens. Le réalisateur américain Richard Lester crée une trilogie Les Trois Mousquetaires (1973), On l'appelait Milady (1974) et Le Retour des Mousquetaires (1989, librement inspiré de Vingt Ans après). En France, Bertrand Tavernier réalise La Fille de d'Artagnan en 1994.

### Jeux de société
Plusieurs jeux de rôle sur table, relevant principalement du genre de cape et d'épée, mettent en scène des compagnies de mousquetaires librement inspirés de la réalité historique (en général du XVIIe siècle). Les Trois Mousquetaires (Flashing Blades), jeu américain paru en 1984, adapte librement le roman de Dumas en autorisant les joueurs à incarner aussi autre chose que des mousquetaires. La gamme des Swashbuckling Adventures, pour le d20 System, parue en 2002-2003, propose règles et décors pour des aventures de cape et d'épée génériques inspirées de l'Europe du XVIIe siècle. Mordiou !, du Grümph, paru en France en 2016, se déroule dans un Paris imaginaire au XVIIe siècle.
Certains de ces jeux de rôle relèvent de l'historico-fantastique, comme Tous pour un ! Régime diabolique (All for One - Régime Diabolique), paru au Royaume-Uni en 2010, où l'on incarne des mousquetaires ayant affaire à des sorciers et à des créatures issues de l'imaginaire chrétien, comme des démons ou des gargouilles. Certains jeux mélangent les codes du genre de la fantasy à une inspiration générale puisée dans la Renaissance, le XVIIe siècle et les romans de cape et d'épée, comme le jeu de rôle américain Les Secrets de la septième mer, parue en 1999, dont l'univers de jeu, Théah, est une Europe du XVIIe siècle alternative où l'équivalent de la France, appelé Montaigne, fait la part belle aux personnages de mousquetaires. Les Lames du cardinal, qui adapte en 2014 le cycle de romans français du même nom publié par Pierre Pevel, permet en revanche de jouer des soldats-espions au service du cardinal de Richelieu.
D'autres univers de jeux de rôle mêlent à la réalité historique des éléments de science-fiction. Mousquetaires de l'ombre, paru en France en 2004, permet d'incarner des membres d'une compagnie secrète de mousquetaires d'élite chargés de faire face aux Évadés, qui ne sont autres que des extra-terrestres échappés d'un vaisseau pénitentiaire écrasé en pleine forêt de Fontainebleau.

### Spectacle
Les Mousquetaires de la reine est un opéra comique que Fromental Halévy composa sur un livret de Jules-Henri Vernoy de Saint-Georges.
Le compositeur français Louis Varney crée en 1880 l'opérette Les Mousquetaires au couvent, sur un livret de Jules Prével et Paul Ferrier, basée sur un vaudeville d'Amable de Saint-Hilaire et Paul Duport, L'habit ne fait pas le moine (1835).

## Liste de mousquetaires français
| - Aniaba (nom de baptême catholique avec Louis XIV pour parrain: Louis-Jean Aniaba), prince d'Assinie admis comme mousquetaire en 1691 devenant le premier officier noir de l'armée française , et capitaine du régiment de cavalerie en Picardie, membre fondateur de l'ordre de chevallerie: Ordre de l'Étoile-Notre-Dame créé en 1701. - Alexandre de Martin de Viviés (1667-1695), mousquetaire du Roi dans la compagnie des mousquetaires à cheval. - Charles de Bérard, marquis de Montalet, premier capitaine des mousquetaires en 1622. - Jean-Armand du Peyrer, comte de Tréville. - Philippe Mancini (1657-1667), capitaine-lieutenant de la 1re compagnie des Mousquetaires du Roi. - Armand de Sillègue d'Athos d'Hauteville, dit Athos, né vers 1615, entré à la Compagnie des Mousquetaires en 1640, tué en duel en 1643. - Isaac de Portau, dit Porthos, né à Pau en 1617. Entre en 1643. - Charles d'Aramitz (père), maréchal des logis, père d'Henri. - Henri d'Aramitz, dit Aramis, en 1640 second mousquetaire de la famille. Il meurt en Béarn vers 1674. - Charles de Batz Castelmore, (né entre 1611 & 1615-1673), dit d'Artagnan. - Pierre de Montesquiou d'Artagnan, comte d'Artagnan et de Montesquiou, mousquetaire à la 1re Compagnie en 1666. - M. de Montalant, capitaine démissionne en 1634. - Louis Goulard, cornette 1640. - Damien d'Orseac, maréchal des logis chef, 1648. - Bénigne Dauvergne de Saint-Mars, en 1650 - Philippe de Nevers, (1639-1707) - 1657. - Charles-Guillaume Gouhier de Petiteville - Jean-François Leriget de La Faye - Charles François de Froulay - François Henri de Franquetot de Coigny - Alexandre François Marie de Beauharnais - Germain-François Poullain de Saint-Foix - Louis II Sanguin - Philippe de Rigaud de Vaudreuil - Louis de Rouvroy, duc de Saint-Simon - Gatien de Courtilz de Sandras - Antoine-Martin Colbert - Jean Charles du Cauzé de Nazelle - Louis XIII, capitaine. - Jean Hébrard (1621-1694), sieur de Larticie et de la Bareilhe. Mousquetaire du Roi dès 1663. - M. de Monbron, lieutenant en 1665. - M. de Florensac, 1665, enseigne. - Sieur de Marsac, cornette en 1665, 1re compagnie - Sieur de Montgaillars, 1665, 1re compagnie. - François Le Verrier de Rousson, 1672, 1re compagnie - M. Charles de Saint-Gilles Lenfant (1680-1730), sous-brigadier de la 1re compagnie, poète écrivain retiré dans un couvent de Capucins. - M. Édouard-François Colbert de Maulévrier, capitaine lieutenant, en 1665. - Comte Christophe-Louis de Beauffort (1674-1748) comte de Croix (1716) comte de Beauffort (1733), capitaine-lieutenant de la IIe compagnie des Mousquetaires du Roy (Mousquetaires-Noirs). Grand Bailly d'épée au conseil d'Artois. - Louis de Clermont-Chaste (1688-1734) marquis de Chaste, comte de Roussillon. - Florent de Rocquigny du Fayel (1666 - 1738) chevalier, seigneur de Palcheul et du Fayel, page du Roi, mousquetaire du Roi. - Charles Sevin de Quincy (1689) sous-brigadier à la 2e compagnie, futur général d'artillerie. - Le duc de Bourgogne, 1689. - Lavergne, lieutenant. (1634) - Hugues de la Boulaye, Sgr du Bors, 1634. - Charles d'Harmes, maréchal des logis - Giscaro, maréchal des logis - Joseph-Claude Ier de Clermont, marquis de Mont-Saint-Jean. - Bernard de Basquiat, chevalier, baron de Toulousette, mousquetaire à la première compagnie de la garde du Roi. - Jean-Baptiste Desrancher, mousquetaire gris, né à Rumigny vers 1689 et décédé à Rumigny, Ardennes 20 juin 1693. Domicilié rue de la paroisse Saint-Louis sur l'île de Notre-Dame, brigade de la Mauvailinière. - Jean de Paulo, chevalier et ancien cornette de la 1re compagnie des Mousquetaires du Roy. - Alain Manesson Mallet, mousquetaire avant 1663. - Jean Charles du Plantadis, mousquetaire du roi avant 1700 (puis lieutenant-colonel au régiment de Vexin avant 1734). |  |  |  |  | - Georges de Monneron, seigneur de La Bussière (1696-1753), entra en 1714 aux Mousquetaires à la 1re compagnie, en devint Brigadier et fut fait chevalier de l'ordre de Saint Louis le 7/7/1743 à la suite de ses faits d'armes lors de la bataille d'Ettlingen (4/5/1734). Il est de toutes les campagnes de 1742 à 1748, et il participe en particulier avec 3 neveux aux célèbres batailles de Dettingen (27/7/1743) et de Fontenoy (9/6/1745), à la prise de Maline et d'Angers, à la bataille de Rocoux (11/11/1746). - Bernard Barbier d’Entre-Deux-Monts (alias Barbier de Reulle alias Barbier de Reuille) quitte le service le 12 novembre 1714 selon congé signé Maupertuis Capitaine Lieutenant de la première compagnie des mousquetaires à cheval de la garde du Roi. - Louis de Bonald (1754-1840), jusqu'en 1776. - Jean-François de Milleville, 1734-1814, Écuyer, receveur des tailles à Châteaudun, Seigneur de Jonvilliers, Chevalier de Saint-Louis et Mousquetaire noir de la garde de Louis XV. - Jacques-Elisabeth-Octave de Milleville, 1745-1778, Mousquetaire Noir de 1765 à 1773 date à laquelle Louis XV le nomme capitaine dans le régiment Royal-Champagne de cavalerie. - Jacques de Monneron, seigneur du Couret, Clou et Forestvieille (1715-1768) entra en 1732 à la 1re compagnie. Son courage fut récompensé après Dettingen, puis après Fontenoy et il fut fait chevalier de Saint Louis le 22/7/1749, à l'âge de 34 ans. Capitaine de cavalerie, il fit la campagne de Hanovre et fut promu brigadier en 1765, puis premier brigadier. Il se retire et décède au moment d'être promu maréchal des logis (mestre de camp). - Étienne de Monneron, seigneur des Mazets (1716-1769), frère de Jacques, entre vers 1735 à la 1re compagnie. Il y deviendra sous-brigadier et chevalier de St Louis le 22/7/1749, puis prendra sa retraite - Jacques de La Loüe, écuyer, seigneur du Masgelier. Ami de Jacques de Monneron du Couret, il lui fit faire connaissance de celle qui sera son épouse (Marie-Marthe de la Loüe) - Claude Théophile de Boeil (1720-1776), baron de Boeil, mousquetaire dans la seconde compagnie (1737-1741) - Jean-Rolland, chevalier du Fou (1697-1778), mousquetaire puis porte-étendard à la seconde Compagnie, chevalier de St-Louis en 1739, mestre de camp en 1754 - Nicolas-Rolland, chevalier du Fou (1701-1755), frère du précédent, mousquetaire à la seconde Compagnie en 1719, chevalier de St-Louis en 1739, blessé à la bataille de Dettingen en 1743, sous-brigadier mis à la retraite en 1747 - Georges de Monneron (1718-1759), frère de Jacques, entre aux Mousquetaires vers 1736 et participe comme ses aînés à la campagne d'Allemagne et aux batailles de Dettigen et Fontenoy. Il reçoit une commission de capitaine de cavalerie en 1753 et est fait chevalier de St Louis le 12/8/1756. - Jean de Monneron, seigneur de Fontpéry et de Brutine (1728-1807), frère des précédents, rejoint ses aînés en 1746. Il s'occupera aussi des 4 enfants mineurs de Jacques au décès de ce dernier. Il participa à la bataille de Lawfeld en 1747 et se retira après 22 ans de service. Il fut électeur des députés pour la fête de la fédération en 1790. - Jacques de Monneron, sieur de Mabourdeix (1729-1762), frère des précédents, entre à la 1re compagnie en 1749, participa à la campagne de Hanovre et mourut à 33 ans, encore en activité. - François-Ferdinand de Clermont-Chaste (1701-1751) « comte de Morges », marquis de Chaste, comte de Roussillon - Sieur Des Grébert, Brigadier des Mousquetaires, âgé de 24 ans et qui eut les 2 jambes arrachées à la bataille de Malplaquet le 11 septembre 1709, pendant la guerre de Succession d'Espagne. - M. de la Salle, entré en 1705, sous lieutenant en 1723. - Charles-Joseph, marquis de Clermont-Tonnerre, (1720-1791), comte de Thoury, mousquetaire du Roi à partir du 7 juin 1739 - Joseph-Marie Raison du Cleuziou, 2e compagnie des Mousquetaires (mars 1703 - 1705) - Comte de Marsac, premier capitaine, lieutenant à la 2e compagnie - Louis-Claude de Clermont, marquis de Montoison (1722-1787) - Sieur du Bosc, aide major, décédé en 1725, maréchal des logis 1728. - Sieur du Fort, maréchal des logis, 1728. - Sieur du Farm 1726, lorsque d'Artagnan eut une cornette - Sieur de Vignault, Premier maréchal des Logis, en 1684. - Sieur Bertrand (1725), aide Major à la place de du Bosc - Claude Courtet d'Autreville, mousquetaire du roi, propriétaire du château d'Autreville-sur-la-Renne, dans la Haute-Marne - Jacques Gabriel Louis Leclerc de Juigné, entra au service, aux mousquetaires, le 7 juillet 1742 - Joseph-Yves-Thibaud-Hyacinthe, marquis de La Rivière, capitaine-lieutenant de la 2e compagnie de 1754 à 1766 - Marie Scipion d'Exéa (1734-1806) - Louis de Castelbajac, se bat en duel deux fois avec Casanova. - Jean Amédé Constance de Guilhem, (1709-…), Sgr de Pys, officier à la 1re compagnie - Jean-Louis Marie de Guilhem, 1re compagnie le 17 juin 1753 - Thomas de Treil de Pardailhan - Pierre Coustard de Massi (1741-1793) - Jean-Marie-Jonathas Raison du Cleuziou, mousquetaire sous le commandement du Comte de Montoissier à partir de 1768 - Étienne François de Berthier de Bizy (1749-…), mousquetaire du roi, seigneur de Fougis, époux de Louise Rose Babaud de la Chaussade. - Gilbert du Motier de La Fayette élève aux Mousquetaires-Noirs entre 1769 et 1774. - Salomon Viard de La Cense, 1re compagnie en 1771 - Pierre Le Petit de Richebourg, écuyer, seigneur de Grigny, dit le chevalier de Grigny (1680-1720), mousquetaire du Roi de la 2e compagnie. - Jean Chambon, seigneur de Montredon, marié avec Marie Hélène FitzGérald. - Jean René Gabriel Coste. - Jean Melchior du Lac et d'Aures, chevalier seigneur de Montvert, 1re compagnie. - Pierre-Claude-Robert-Camille du Chemin, seigneur-châtelain du Mesnil-Durand, de Hébécrevon etc., chevalier de l'Ordre de Notre-Dame du Mont-Carmel et de Saint-Lazare de Jérusalem, sert dans la 1re compagnie des mousquetaires de la garde du Roi du 11 mars 1711 à septembre 1712, ayant demandé son congé absolu suivant un certificat du comte d'Artagnan, capitaine-lieutenant de cette compagnie en date du 12 avril 1722. - Antoine-Charles-François-Camille du Chemin, fils du précédent, chevalier, seigneur de Claids, patron et châtelain du Mesnil-Durand et de Hébécrevon, seigneur et patron de Bretel et de Coudeville et mousquetaire de la 2e compagnie. - Étienne-Luc du Chemin - de la Tour (1714-1803), cousin du précédent, mousquetaire de la garde du Roi dans la 1re compagnie, lieutenant d'infanterie dans le régiment d'Artois et chevalier de l'Ordre de Notre-Dame du Mont-Carmel et de Saint-Lazare de Jérusalem. - Jean-Baptiste-François-Edme-Firmin du Chemin - de la Tour - de la Vaucelle (1715-1767), frère du précédent, mousquetaire dans la 1re compagnie en 1732 et capitaine de milice dans le régiment de Sepbeville. - Dominique Alexandre Jaudonnet de Laugrenière, Chevalier, Seigneur de Laugrenière, Mousquetaire de la 1re compagnie servant à la garde du Roy en 1762 - Jean-François de Balby, Baron de Montfaucon, seigneur de Seix (1678-1735), Mousquetaire de la 1re compagnie en 1704, Lieutenant de la Compagnie de Dupuy, Capitaine de Cavalerie au Régiment de La Flèche en 1709. Grand Croix de l'Ordre royal et militaire de Saint-Louis. - Michel de Balby, Baron de Montfaucon, Seigneur de Seix (1730-1756), fils du précédent. Mousquetaire de la 1re compagnie. - Vincent-Casimir Audren comte de Kerdrel, 2e compagnie des Mousquetaires (1760 - 1775). - Charlemagne Victorien Desmarets, seigneur de Mont-de-Vergue. - Joseph Henry du Fesq, chevalier, marquis de Sumène, marié avec Marie Louise Victoire de Carrière. - Antoine Raymond Charles de Causan, chevalier de l'ordre royal et militaire de Saint-Louis, marié avec Marguerite David. - Henry Eugène, marquis de Vaudrey. - François Cholette, marié en mai 1729 avec Thérèse de Bodin de Lecture. - François Marie Henry, comte de Salvert Montrognon, chevalier seigneur de Clavières Vaurs et mousquetaire de la seconde compagnie de la garde ordinaire du Roi, marié avec Charlotte Henriette de Sabrevois. - Amédée, marquis de Clermont-Tonnerre (1781-1859), sous-lieutenant dans les mousquetaires du Roi. - Adrien de Rougé, comte de Rougé, sous-lieutenant aux mousquetaires gris, chevalier de la Foi, puis Pair de France. - Charles Claudes des Faudis, Capitaine d'infanterie, Mousquetaire de la garde du Roi [1789] |  |

## Expositions
- Mousquetaire, jusqu'au 14 juillet 2014, Hôtel des Invalides, Musée de l'Armée 19 rue de Grenelle, Paris.